# Raión de Bashtanka
Raión de Bashtanka (en ucraniano: Баштанський район) es un raión o distrito de Ucrania en el óblast de Mykolaiv. La capital es la ciudad de Bashtanka.
Comprende una superficie de 6714,9 km².

## Demografía
Según estimación 2010 contaba con una población total de 29400 habitantes.

## Otros datos
El código KOATUU fue 4820600000. El código postal 56100 y el prefijo telefónico +380 5158.